# Andrzej Tarło (zm. po 1532)
Andrzej Tarło ze Szczekarzowic herbu Topór (zm. po 1532) – chorąży lwowski.

## Życiorys
Urodził się w Szczekarzewicach. Pochodził ze szlacheckiego rodu Tarłów herbu Topór. Był synem Andrzeja i Barbary z Herbutów.
W roku 1524 poślubił Katarzynę z Michowskich. Z tego związku pochodziły dzieci: Paweł, Jan, Mikołaj, Andrzej, Dorota i Katarzyna. Jego syn Andrzej Tarło (zm. 1570) założył w 1550, na terenie w majątku ziemskiego Szczekarzewice, miasto Tarłów.
 Dnia 30 maja 1524 został mianowany chorążym lwowskim, zrezygnował z urzędu 3 czerwca 1532, urząd przejął po nim jego syn Jan.
W 1531 zamieszkał w Laszkach Murowanych. W tym samym roku wybudował w Chyrowie kościół katolicki.